# Lẫm Tân
Lẫm Tân (chữ Hán: 廩辛, trị vì: 1225 TCN - 1220 TCN) là vua thứ 25 nhà Thương trong lịch sử Trung Quốc. tên của ông trong Trúc thư kỷ niên là Phùng Tân (冯辛).

## Thân thế
Lẫm Tân là con của Tổ Giáp (祖甲) - vua thứ 24 nhà Thương. Khoảng năm 1226 TCN, Tổ Giáp qua đời, Lẫm Tân lên nối ngôi.

## Trị vì
Sử không chép rõ hành trạng của Lẫm Tân trong thời gian làm vua. Khoảng năm 1220 TCN, ông qua đời, ở ngôi tất cả sáu năm (theo Trúc thư kỷ niên là 4 năm. Em ông là Canh Đinh (庚丁) lên nối ngôi.
Hạ Thương Chu đoạn đại công trình - dự án nghiên cứu của các sử gia hiện đại Trung Quốc - xác định thời gian trị vì của ông cùng vua trước là Tổ Canh, Tổ Giáp và vua sau là Canh Đinh trong khoảng từ 1191 TCN đến 1148 TCN, tức là thời gian cai trị của ông bắt đầu sau năm 1191 TCN và kết thúc trước năm 1148 TCN, muộn hơn số liệu đã dẫn khoảng 70 năm.
Giáp cốt văn khai quật tại Ân Khư ghi ông là vua thứ 24 của nhà Thương .